# Giuseppe Antonio Ghedini
Giuseppe Antonio Ghedini (1707 – 5. června 1791) byl italský malíř z období baroka, působící hlavně ve Ferraře.

## Životopis

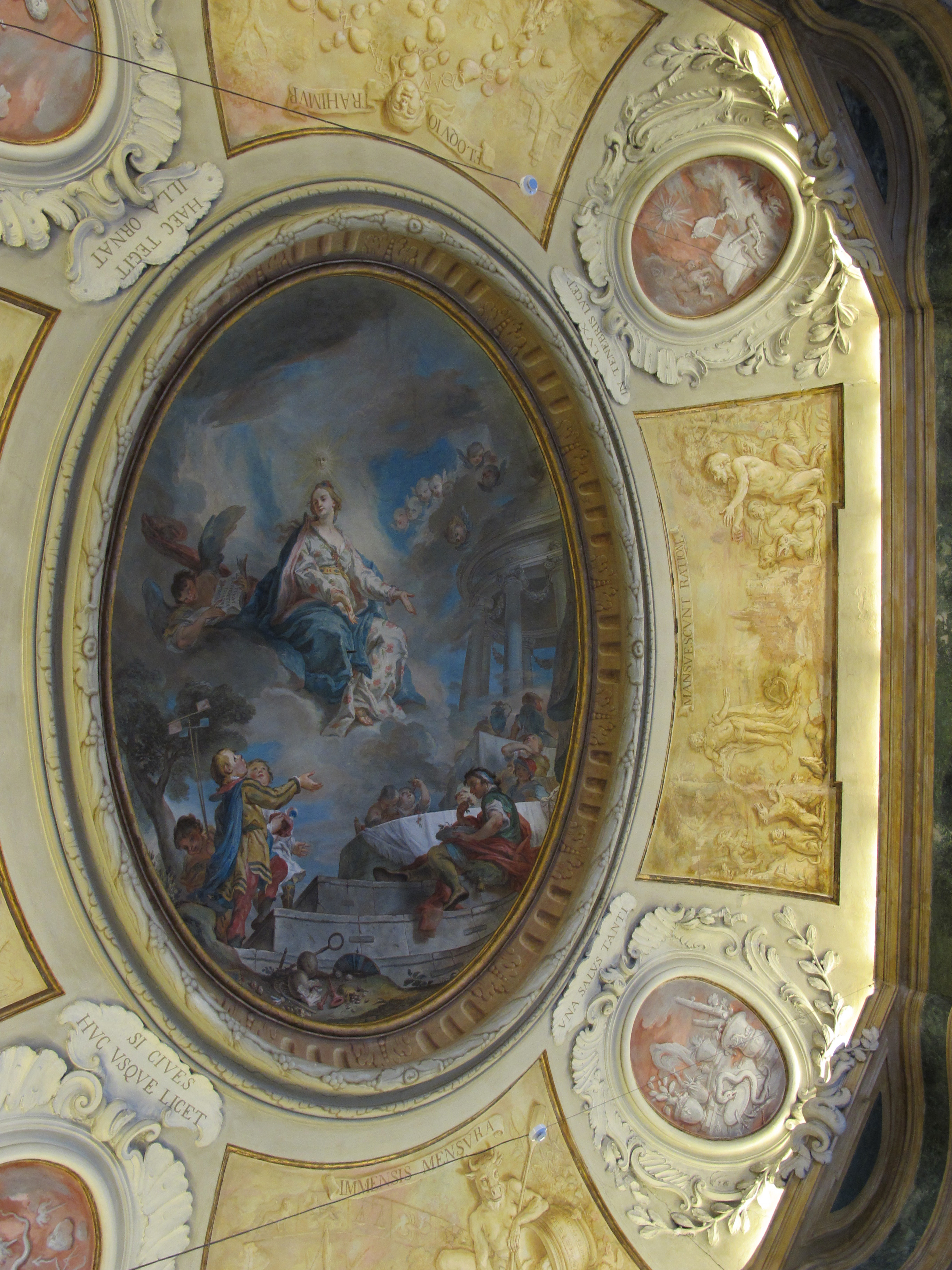
Palazzo paradiso, piano nobile, affreschi settecenteschi

Narodil se v italském městě Ficarolo v provincii Rovigo, v italském regionu Veneto. Učil se u Giacoma Paroliniho (1. května 1663–1733). Stal se profesorem malířství na Akademii výtvarných umění ve Ferraře.

### Umělecká tvorba
Tvořil hlavně pro církev v Mirandole - město a obec v regionu Emilia-Romagna v Itálii, v provincii Modena pro kostel ve Vallaltě. Maloval cyklus obrazů Tajemství růžence (Mysteries of the Rosaryo), umístěný kdysi kolem oltáře věnovaného Madonna del Rosario v kostele San Materno Vescovo. Cyklus se nyní nachází v městě Rovigu.
Vytvořil také dva oltářní obrazy zničené v kostele v roce 1851. Pracoval také na oltářní výzdobě v kostele Santa Maria in Vado:
- Il mendico cacciato dal convitto di nozze (Vyhnání žebráka ze svatby)
- Sacrifice of Melchisedec (Oběť Melchisedechovi)

Vytvořil mnoho portrétů, včetně portrétu Girolamo Baruffaldi (Cento, 1736), portrétu Ferrante Borsetti, papeže Benedicta XVI. a biskupa B. Barberiniho. Ghedini se také podílel na ilustraci přední strany vydání Gerusalemme Liberata od Ricciardetto di N. Fortiguerri.